# Назаров, Борис Викторович
Борис Викторович Назаров (28 апреля 1947, Уфа — 7 декабря 2014, Москва) — военный и государственный деятель, учёный, доктор технических наук, лауреат Государственной премии Российской Федерации в области науки и техники. Генерал-полковник запаса (2005).

## Биография
Родился в семье военнослужащего. В 1970 году окончил Военную академию химической защиты.
Служил в военно-учебных заведениях, научно-исследовательских учреждениях и в центральном аппарате Министерства обороны СССР и РФ. Был участником и руководителем разработки и испытаний образцов военной техники.
В 1999—2005 начальник Главного научно-технического управления при ГТК России. В 2005 г. уволен в запас в звании генерал-полковника и назначен первым заместителем начальника Федеральной службы по техническому и экспортному контролю. Занимал эту должность до 2009 г. Действительный государственный советник Российской Федерации 2 класса (2006).
Доктор технических наук (1991), профессор (1993). Лауреат Государственной премии Российской Федерации в области науки и техники (1997). Автор научных работ по проблемам обеспечения экологической безопасности, оценке эффективности средств защиты.
Награждён орденами и медалями.